# Convair B-58 Hustler
Vous lisez un « bon article » labellisé en 2018.
Pour les articles homonymes, voir B58.
Le Convair B-58 Hustler est un bombardier américain des années 1960, le premier capable d'atteindre une vitesse de Mach 2. Il se caractérise par une aile delta, sous laquelle sont accrochés ses quatre turboréacteurs, et par un énorme conteneur largable situé sous le fuselage. Développé pour le Strategic Air Command (SAC) de la United States Air Force (USAF), il est conçu pour voler à haute altitude et à grande vitesse pour éviter les chasseurs soviétiques. L'introduction des missiles surface-air le force à un rôle de pénétration à basse altitude qui limite sérieusement son rayon d'action et son importance stratégique. Sa carrière opérationnelle est par conséquent courte (de 1960 à 1969) et son rôle repris par d'autres appareils supersoniques dits avions de pénétration, comme les F-111 Aardvark et B-1 Lancer.
Le B-58 connait une certaine notoriété du fait de son bang supersonique, souvent entendu par le public lors de passages en vitesse supersonique.

## Conception et développement

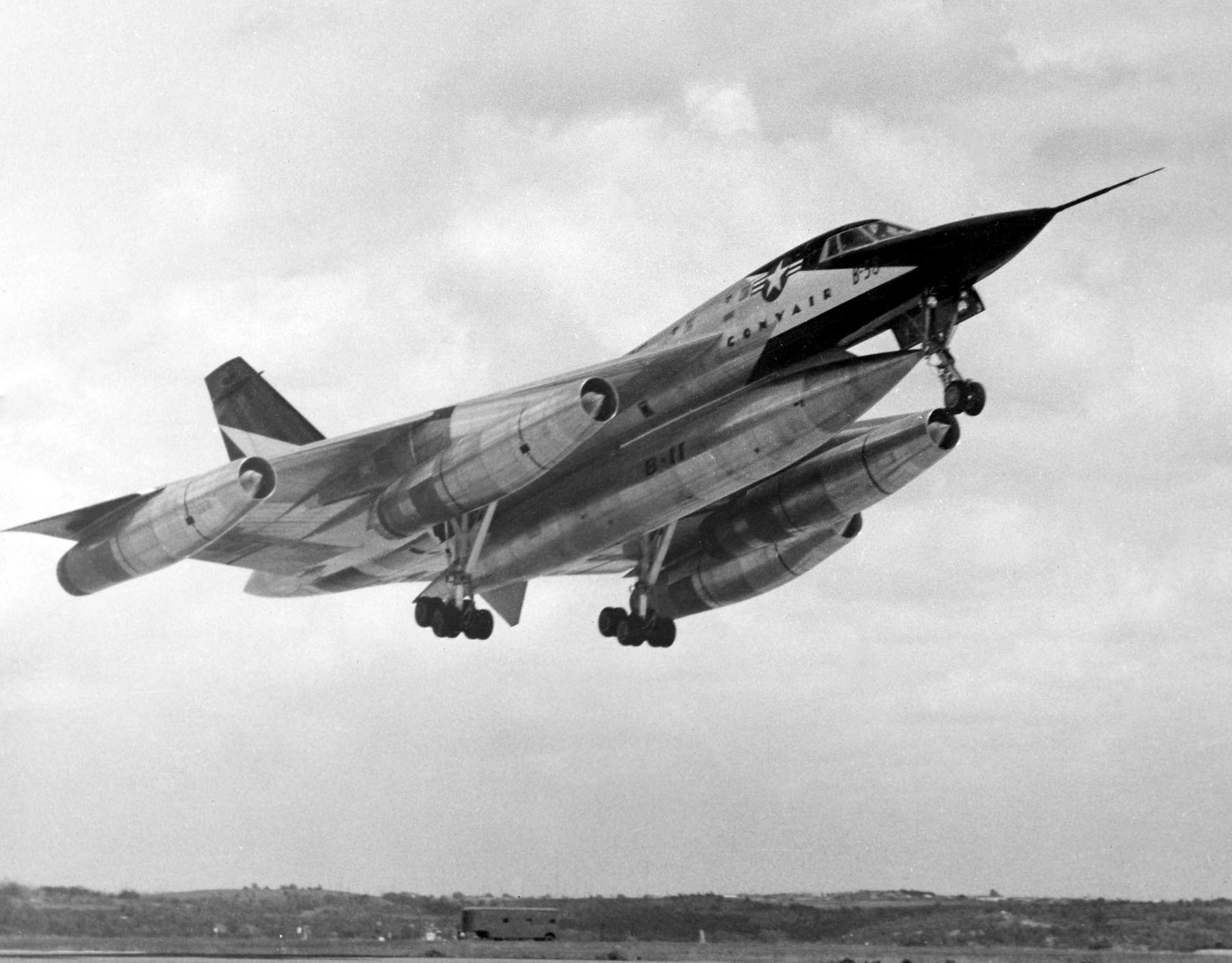
Décollage d'un des deux prototypes XB-58.

La genèse du B-58 remonte à février 1949, lorsqu'une étude pour un bombardier multirôle (Generalized Bomber Study, GEBO II) est lancée par l'Air Research and Development Command (ARDC), basé sur la base aérienne de Wright-Patterson dans l'Ohio. Le développement de bombardier proposé doit commencer moins de deux ans après la maîtrise du vol supersonique soutenu. De nombreux constructeurs proposent leurs travaux, dont Boeing, Convair, Curtiss, Douglas, Martin et North American Aviation.
Convair exploite son expérience acquise sur le XF-92A pour proposer une série de configurations avec des ailes en flèches, mais c'est un concept avec une aile delta qui est choisi. Le projet final de Convair, nom de code « FZP-110 », est un biplace à aile delta propulsé par des turboréacteurs J53, de General Electric, pouvant atteindre une vitesse de 1 600 km/h et disposant d'un rayon d'action de 4 800 km. C'est lors de la conception que l'appareil reçoit le sobriquet de Hustler (escroc), qu'il conserve tout au long de sa carrière.
En février 1953, l'US Air Force annonce qu'elle retient la proposition de Convair : un avion très aérodynamique équipé d'un énorme conteneur ventral largable, contenant à la fois du carburant et la bombe nucléaire, dessiné par l'ingénieur Robert H. Widmer (en). Des essais en soufflerie entraînent de nombreuses modifications de la cellule, notamment pour tenir compte de la loi des aires. Il faut aussi redessiner complètement le conteneur ventral et le train d'atterrissage avant, car la proposition initiale pose trop de problèmes.
Le projet faillit être abandonné en 1954 et il est d'abord décidé de produire une première série de treize avions, en attendant une décision finale. Le prototype est achevé en août 1956. Il réalise son vol inaugural le 11 novembre 1956,. Une difficile série de tests prolongée a lieu jusqu'en avril 1959 avec une trentaine d'appareils. Le premier vol avec un conteneur ventral a lieu le 16 février 1957, et le prototype dépasse Mach 2 avec un conteneur vide quelques mois après. De nombreux essais de largage du conteneur suivent, à des altitudes et vitesses de plus en plus importantes. Malgré la découverte d'un certain nombre de problèmes, l'US Air Force passe commande de 290 exemplaires en juin 1959, avant de réduire le nombre d'appareils à moins de 150 appareils six mois plus tard.
La version finale est livrée en octobre 1962.

## Caractéristiques

### Structure et propulsion
Le B-58 est le premier véritable bombardier supersonique de la US Air Force. Il est doté d'une aile delta avec un bord d'attaque à 60° et de quatre turboréacteurs General Electric J79. Il emporte trois membres d'équipage (un pilote, un navigateur et un opérateur des systèmes de défense) dans des cockpits séparés. Ne pouvant avoir aucune relation directe entre eux, un système de communication de secours, basé sur des messages papiers véhiculés entre membres d'équipage sur une « corde à linge », est mis en place.
Pour adapter en permanence les moteurs à la vitesse élevée à laquelle évolue l'avion, le profil de leurs entrées d'air est modifié par des cônes mobiles, qui se déploient progressivement vers l'avant à partir d'une vitesse de Mach 1,42. Un autre système ajuste en permanence la géométrie variable des tuyères de ces moteurs, pour que leur rendement soit maximal dans toutes les conditions de vol.

### Sécurité

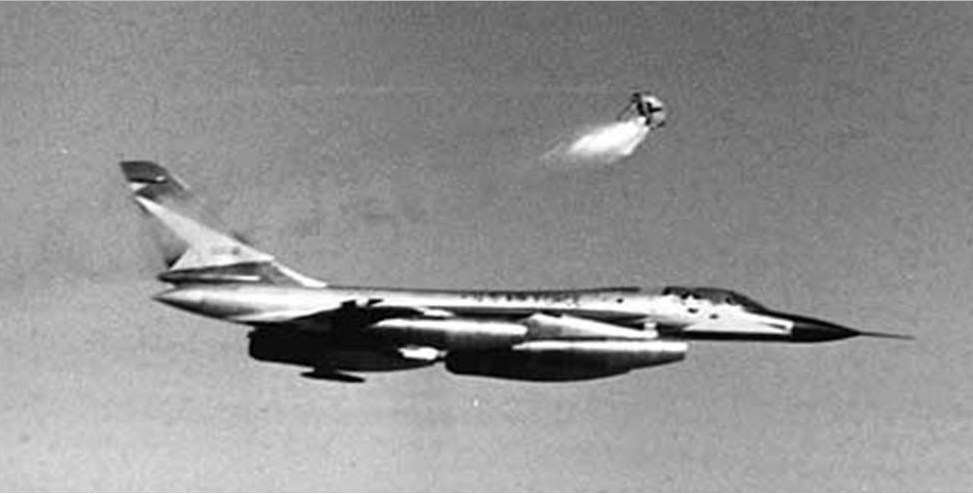
Une capsule éjectable utilisée en vol.

Les dernières versions comportent des capsules éjectables pour chaque membre d'équipage, rendant possible une éjection à 21 000 mètres à la vitesse de 2 450 km/h. À la différence des sièges éjectables, une protection se déploie et ferme le siège de manière étanche. Contenant chacune une bouteille d'oxygène et des commandes de vol, elles offrent en plus la capacité aux membres d'équipage de continuer à voler normalement, si nécessaire « déjà encapsulés », en se préparant à l'avance pour une potentielle éjection. Des chimpanzés et des ours sont utilisés pour tester le dispositif, puis sont sacrifiés afin que leurs organes puissent être examinés. Une ourse noire de deux ans nommée Yogi sert ainsi de cobaye le 21 mars 1962 pour tester la capsule de sauvetage d'un B-58 Hustler et est éjectée à 1 400 km/h et 10 600 m d'altitude. Elle atterrit sans blessure 7 minutes et 49 secondes plus tard et est ensuite sacrifiée afin de l'examiner. Le XB-70 Valkyrie est équipé d'un système similaire, bien que de conception différente.
À cause de la chaleur générée par le vol à Mach 2, les cockpits, mais également les trappes du train d'atterrissage et les systèmes électroniques, sont pressurisés et climatisés. Le B-58 est l'un des premiers appareils à être équipés de panneaux en nid d'abeille avec de l'aluminium et de la fibre de verre.
Le cockpit est conventionnel mais l'électronique de bord est relativement en avance pour l'époque : notamment, des messages d'alerte enregistrés sont audibles par l'équipage par l'intermédiaire de leur casque. Des recherches effectuées à l'époque montrent que les jeunes pilotes sont plus réceptifs à une voix féminine lors de situations difficiles. Northrop Corporation sélectionne donc des actrices et la chanteuse Joan Elms pour enregistrer des messages d'alerte. Les équipages des B-58 parlent de « Sexy Sally » lorsqu'ils évoquent la voix.

### Avionique
Son avionique est très évoluée. Le navigateur-bombardier dispose d'un système de navigation et bombardement Sperry Corporation AN/ASQ-42, combinant un système de navigation inertielle, un viseur d'étoiles KS-39 et un radar Doppler AN/APN-113 déterminant la vitesse relative au sol, d'une masse de 550 kg. L'opérateur de systèmes défensifs s'occupe d'un système de brouillage et déception radar Sylvania Electric Products (en) AN/ALQ-16, d'un lance-leurres et d'un canon d'autodéfense. Cependant, la mise au point de ces appareils sur cet avion à hautes performances s'avère délicate. Le système ASQ-42 est, au moment de sa conception, plus de dix fois plus performant que les autres systèmes de navigation existants.

### Armement

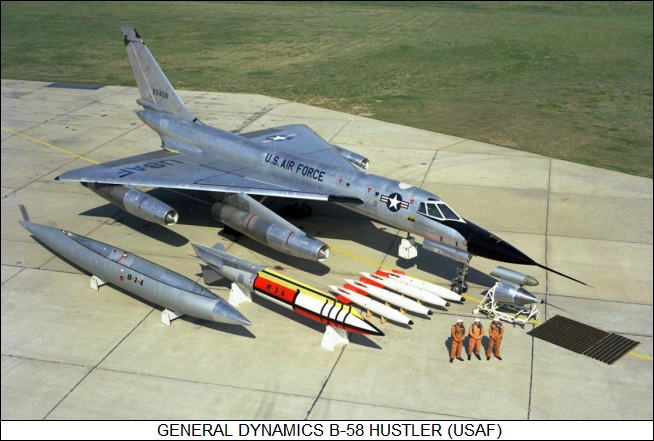
B-58 exposant sa charge utile.

L'armement défensif consiste en un canon T-171E3 hexatube M61 Vulcan de calibre 20 mm approvisionné à raison de 1 200 obus, placé au bout de la queue et contrôlé par un radar de conduite de tir Emerson MD-7 spécifique. L'armement offensif se réduit généralement à une unique bombe nucléaire, associée à des réservoirs de carburant (15 792 litres) et installée dans un pod effilé MB-1C sous le fuselage, d'une longueur de 17,4 m. De gros problèmes avec ce système, en particulier de fuites de carburant, entraînent le remplacement du MB-1C par la nacelle TCP (Two Component Pod), clairement visible sous le fuselage et d'une longueur de 16,5 m. Cette nacelle TCP est constituée de deux éléments : la partie inférieure, la plus massive, contient du carburant JP-4 (14 706 litres) et peut être larguée de manière indépendante, juste avant l'attaque. La partie supérieure contient la bombe, installée séparément au-dessus du gros réservoir, avec également une petite provision de carburant (1 100 kg),. L'idée derrière cet arrangement particulier est, qu'en cas d'urgence, le pilote peut aussi larguer le gros réservoir et ne garder que la partie supérieure (la bombe), considérée comme plus légère et moins susceptible de réduire les performances de l'appareil.
De 1961 à 1963, les B-58 sont progressivement équipés de deux points d'emports doubles sous chaque aile, permettant d'emporter des bombes nucléaires B43 (en) d'une puissance allant de 70 kilotonnes à une mégatonne ou B61 d'une puissance pouvant atteindre 340 kilotonnes, soit un total de cinq armes nucléaires par avion. Bien que l'US Air Force ait envisagé de lui confier un rôle de bombardier conventionnel, il n'est jamais équipé pour larguer des bombes conventionnelles. Une nacelle de reconnaissance photographique LA-331 est également installée. D'autres nacelles spécialisées pour la guerre électronique ou pour emporter des missiles de croisière sont envisagées mais jamais mises en place. Le B-58 sert de plateforme d'essais pour les quatre tests de tir du missile balistique WS-199C High Virgo, entre 1958 et 1959, le dernier étant une évaluation de la capacité à employer des missiles antisatellites.

## Histoire opérationnelle
Un total de 116 B-58 sont produits, dont 30 appareils d'essai qui sont par la suite améliorés pour devenir opérationnels. Plusieurs B-58 sont utilisés pour réaliser des tests, dont celui du système radar destiné à l'intercepteur Lockheed YF-12. De nombreuses variantes sont proposées mais jamais réalisées.
Les équipages des B-58 constituent l'élite et sont sélectionnés parmi les équipages d'autres bombardiers stratégiques. Du fait des caractéristiques particulières de l'aile delta, les pilotes s'entraînent sur le Convair F-102 Delta Dagger. Le B-58 est difficile à piloter et nécessite une attention permanente de ses trois membres d'équipage, mais ses performances sont impressionnantes. Un Hustler légèrement chargé peut atteindre une vitesse ascensionnelle de 14 100 m/min (235 m/s).
Bien qu'il ne puisse emporter que des armes plus légères et ait un rayon d'action plus limité que le B-52 Stratofortress, le B-58 est très onéreux : en 1959, chaque B-58A vaut plus que son poids en or. En 1961, le coût du programme s'élève à trois milliards de dollars, soit 
26 milliards actuels, le coût unitaire à 33 millions de dollars de l'époque, équivalent à 
289 millions actuels. C'est un appareil complexe, qui nécessite beaucoup d'opérations de maintenance de la part de personnel spécialisé, et coûte trois fois plus cher à maintenir que le B-52. Le train d'atterrissage avant pose de nombreux problèmes, car il doit se rétracter en évitant la charge utile. Sa carrière est émaillée de nombreux accidents : 26 B-58 sont perdus, dont deux lors des salons de l'aéronautique du Bourget de 1961 et 1965, soit 22 % de la production totale causant la mort de 36 membres d'équipage, l'introduction de la version d'entrainement TB-58, construite à partir d'avions de série dès le mois d'août 1960, permet de baisser drastiquement le taux d'accident. Le Strategic Air Command (SAC) est dubitatif depuis le départ concernant cet appareil ; toutefois les pilotes se montrent enthousiastes car ses performances et sa conception sont appréciées, bien qu'il ne soit pas facile à piloter.
Deux escadrons de bombardiers du SAC utilisent le B-58 : le 43rd Bombardment Wing basé à Carswell Air Force Base près de Fort Worth au Texas du 15 mars 1960 au 1er septembre 1964 puis à Little Rock dans l'Arkansas de cette date au 31 janvier 1970 et le 305rd Bombardment Wing (en) sur l'actuelle Bunker Hill Air Force Base (en) (rebaptisée Grissom Air Reserve Base depuis 1994) de Kokomo dans l'Indiana dont dépendait une école d'entraînement au combat pour les équipages des B-58 d'août 1965 à décembre 1969.
À partir de 1961, la majorité des problèmes ont été résolus et l'intérêt du SAC pour l'appareil se renforce, le secrétaire à la défense Robert McNamara conclut pourtant que le B-58 ne sera pas un système d'arme efficace, car durant l'introduction du B-58 les missiles surface-air deviennent une menace sérieuse, avec le déploiement massif du S-75 Dvina soviétique. La « solution » est de voler à basse altitude pour éviter les radars.
À cause de la densité plus importante de l'air à basse altitude, le B-58 ne peut pas opérer à des vitesses supersoniques, et sa conception si chèrement payée devient inutile. À la fin de l'année 1965, McNamara ordonne le retrait des B-58 pour 1970. Malgré les tentatives de l'Air Force pour obtenir un sursis, le retrait se fait dans les temps et les 73 derniers B-58 sont retirés en janvier 1970 et placés en stockage à l'AMARC de la base de Davis–Monthan dans l'Arizona. La flotte survit jusqu'en 1977, lorsque 72 appareils sont cédés à Southwestern Alloys de Tucson pour élimination, le dernier sera donné à un musée. Ils sont remplacés par le FB-111A, un avion d'interdiction conçu pour voler à basse altitude et moins onéreux à produire.
Le père du chanteur John Denver, le colonel Henry J. Deutschendorf, Sr., a été pilote de B-58 et a réalisé plusieurs records de vitesse.

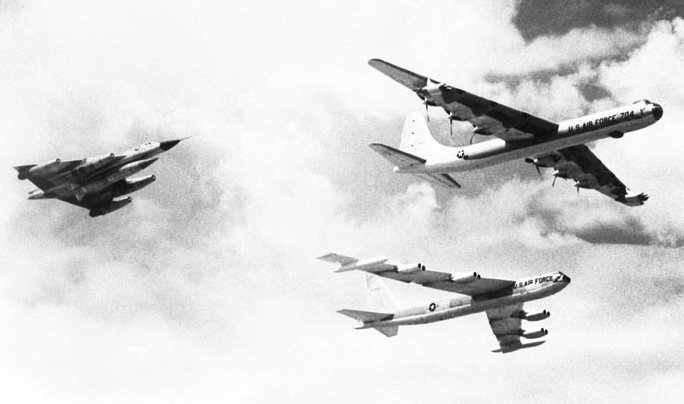
Un B-58 Hustler volant en formation avec un B-36 et un B-52 en 1958.
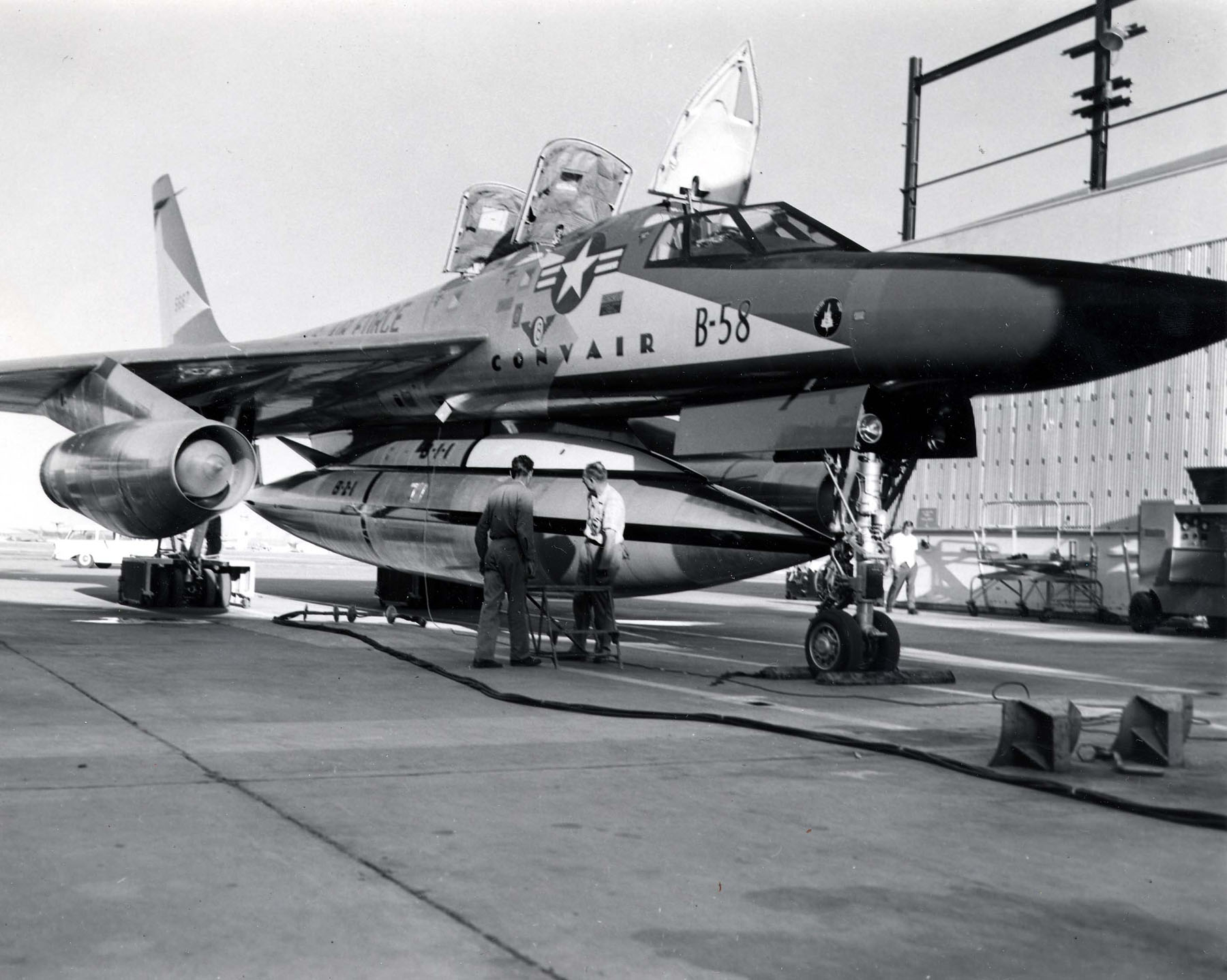
Essais d'installation de la nacelle Two Component Pod sur un YB-58. La bombe nucléaire doit être installée dans l'élément supérieur.
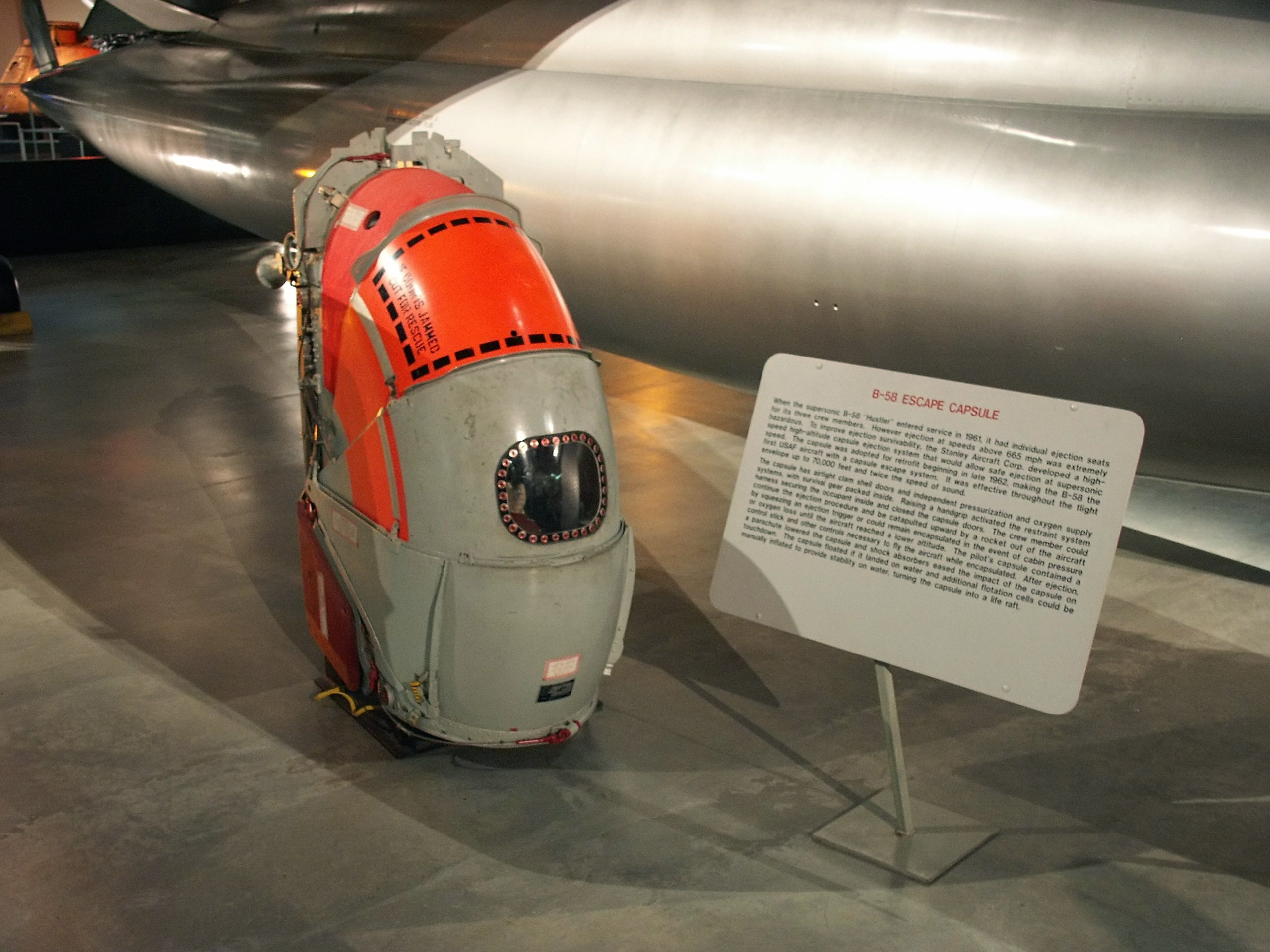
La capsule d'éjection du B-58.
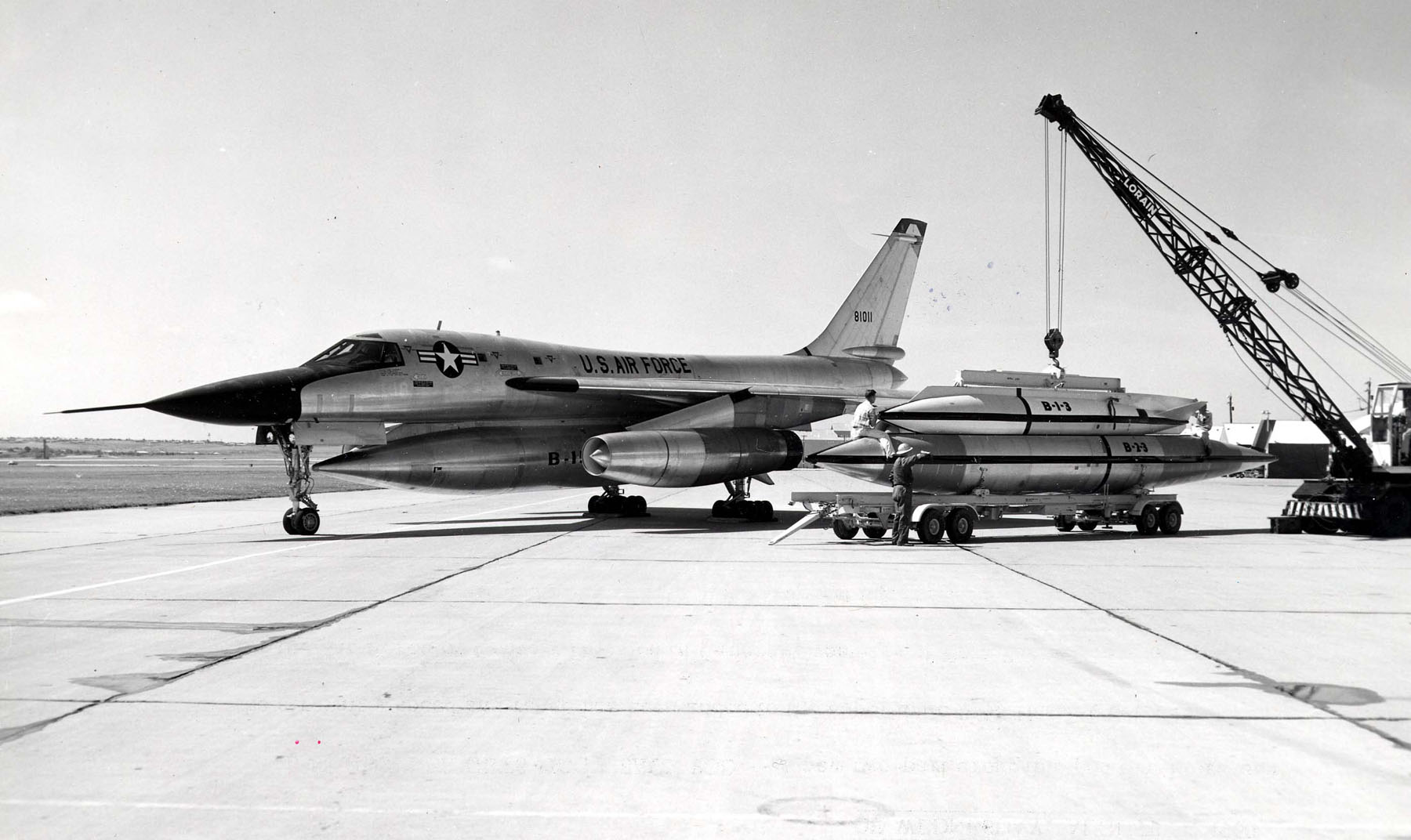
Un Convair RB-58A Hustler avec sa nacelle de reconnaissance devant une nacelle TCP.

## Versions

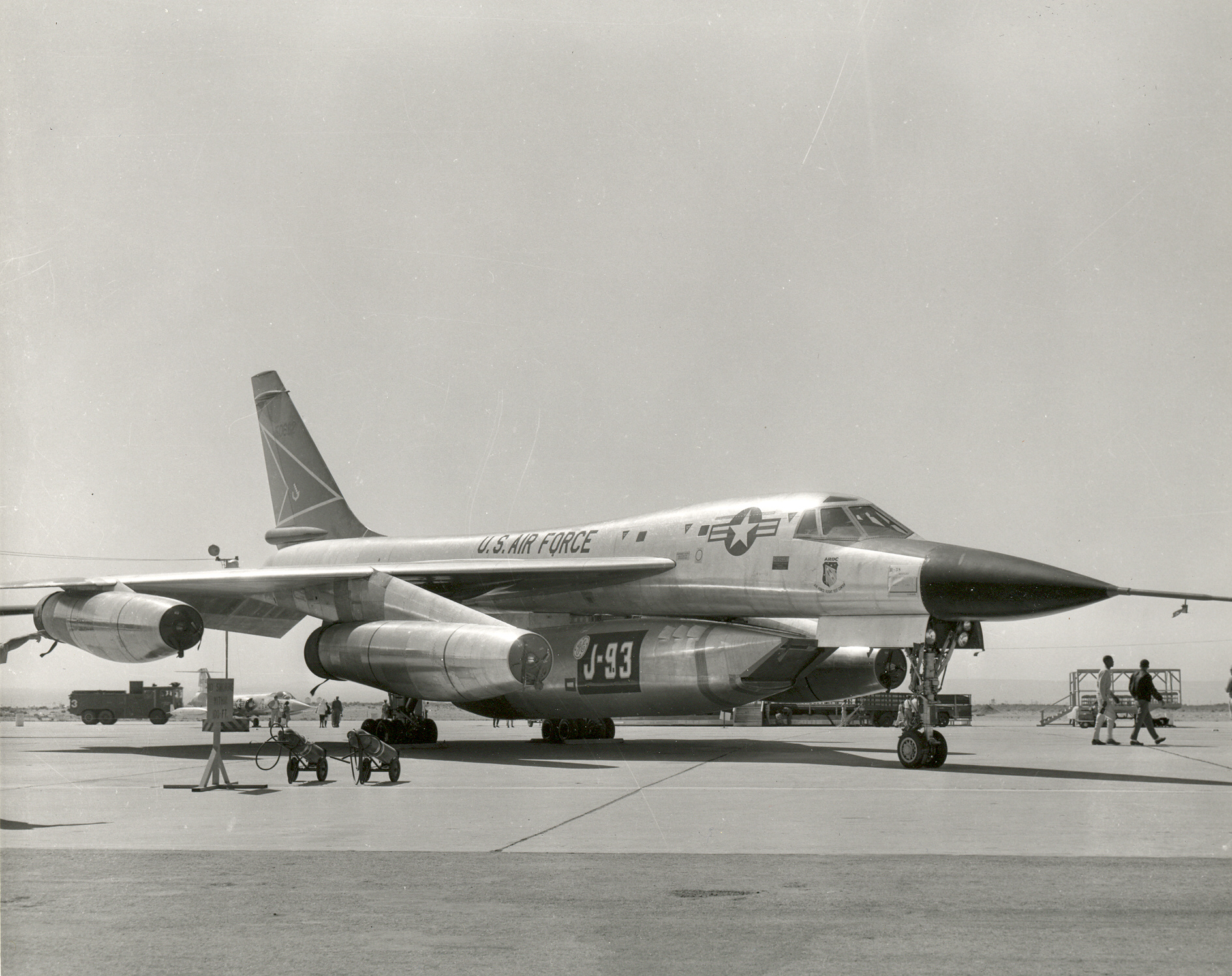
Le NB-58A d'essais à Edwards AFB, équipé de la nacelle moteur dédiée aux essais du J93.

- XB-58 : prototype, deux construits ;
- YB-58A : appareil de présérie, 11 exemplaires construits ;
- B-58A : appareil de série, triplace de bombardement stratégique, 86 exemplaires construits ;
- TB-58A : version d'entraînement avec poste de pilotage modifié, doté de sièges côte-à-côte. L'instructeur est installé à droite et en arrière de l'élève. 8 YB-58A convertis, pour un montant total de 16 millions de dollars[38] ;
- NB-58A : un YB-58A modifié (serial 55-0662) à partir du 1er juillet 1959, afin d'être doté d'une nacelle spéciale sous le fuselage pouvant accueillir le turboréacteur General Electric YJ93[39],[40], destiné au North American XB-70 Valkyrie. L'avion est ensuite livré à la base aérienne d'Edwards, avec la désignation NB-58A. Il effectue plusieurs vols d'essais avec l'YJ93, dont plusieurs à une vitesse supérieure à Mach 2[39]. Le moteur est si puissant que lorsqu'il est allumé, le NB-58A peut ne pas utiliser la puissance de ses quatre J79[39] ;
- RB-58A : Désignation du B-58 lorsqu'il est équipé d'une nacelle de reconnaissance ventrale LA-331. Cette nacelle est en fait un pod MB-1 avec une caméra panoramique KA-56 installée dans le cône de nez. Dix nacelles MB-1 et 44 B-58A ont été modifiés pour accomplir ces missions de reconnaissance aérienne, pour un montant d'un million de dollars[38] ;
- B-58B : variante non construite. Le SAC prévoit d'acheter 185 appareils de cette version améliorée, mais ils sont annulés pour raisons budgétaires ;
- B-58C : variante non construite. Version élargie avec plus de carburant et les turboréacteurs Pratt & Whitney J58 utilisés sur le Lockheed SR-71. Des études sont menées avec des variantes à deux et à quatre moteurs, le modèle C doit pouvoir atteindre Mach 3 (3 140 km/h) à une altitude de croisière de 21 000 m et la capacité d'emporter des bombes conventionnelles. Il est proposé comme une alternative moins onéreuse face au North American XB-70 Valkyrie. L'accroissement des performances des défenses antiaériennes rend le B-58 moins intéressant, et le programme est annulé en 1961[41].

## Appareils préservés

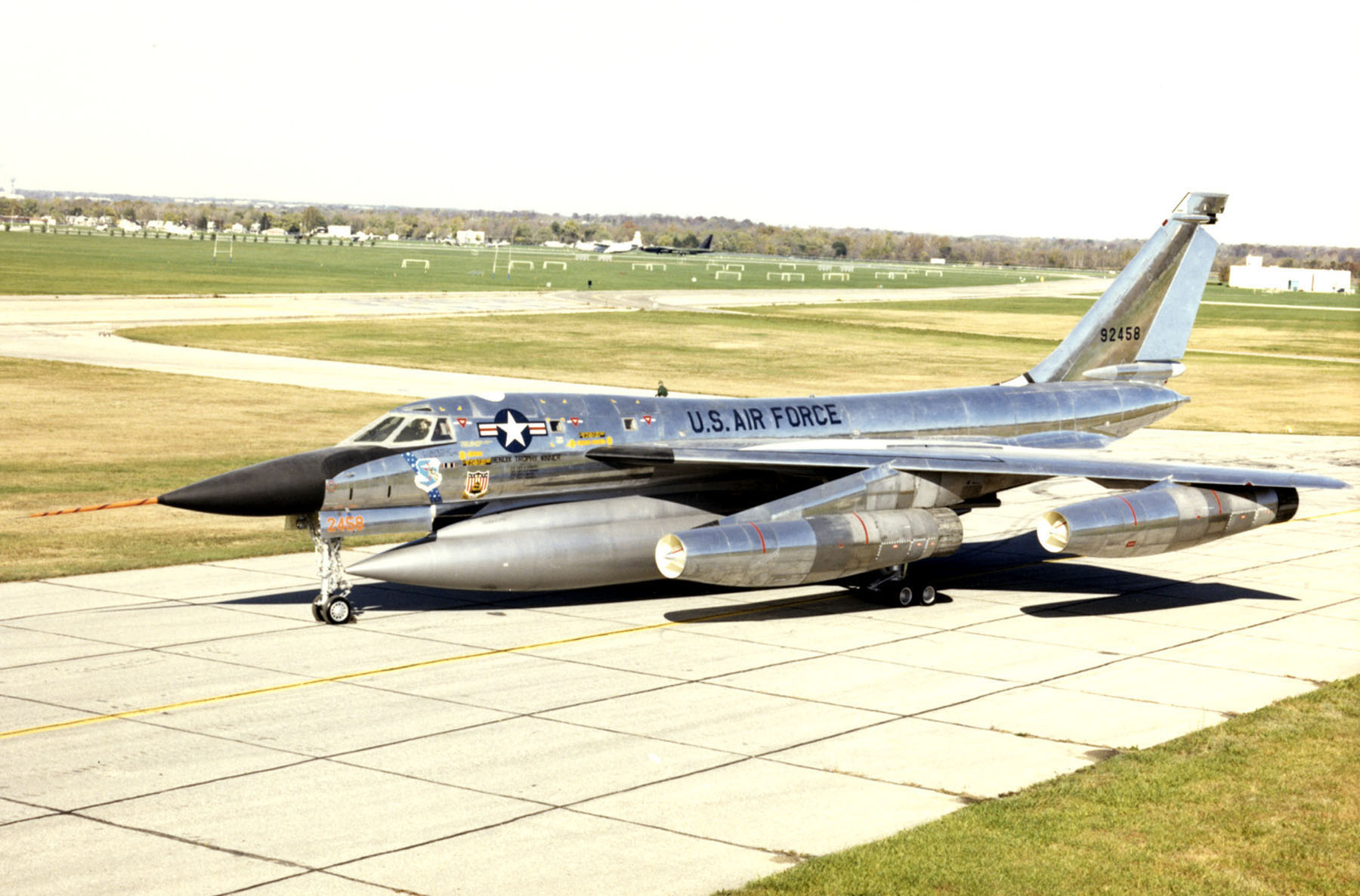
Le B-58A Hustler AF serial 59-2458, the Cowtown Hustler anciennement du 43rd Bombardment Wing, en face du centre de restauration du National Museum of the United States Air Force sur la base de Wright-Patterson dans l'Ohio.

En 2007, huit B-58 existent encore :
- TB-58A, AF serial 55-0663 à la base de Kokomo dans l'Indiana, c'est le plus ancien des B-58 existants[42] ;
- YB-58A, AF serial 55-0665 (Snoopy) à la base Edwards en Californie, l'appareil est abandonné et dans un état déplorable[43] ;
- YB-58A, AF serial 55-0666 au musée de Rantoul dans l'Illinois ;
- TB-58A, AF serial 55-0668 (Wild Child II) au musée de Galveston au Texas ;
- B-58A, AF serial 59-2437 (Firefly II) à la base de San Antonio au Texas ;
- B-58A, AF serial 59-2458 (Cowtown Hustler) au National Museum of the United States Air Force sur la base de Wright-Patterson dans l'Ohio. Cet appareil fait l'aller-retour de Los Angeles à New York le 5 mars 1962 et réalise trois records de vitesse. Il est actuellement exposé dans la section du musée concernant la Guerre froide ;
- B-58A, AF serial 61-2059 (Greased Lightning) au musée d'Ashland dans le Nebraska ;
- B-58A, AF serial 61-2080 au musée de Tucson dans l'Arizona, il s'agit du dernier B-58 livré.

## Records
En 1961 et 1962, les B-58 établissent plusieurs records mondiaux. On peut citer par exemple :
- Vitesse moyenne de 1 707 km/h sur un circuit de 2 000 km, avec 2 000 kg de charge, le 12 janvier 1961 ;
- Vitesse moyenne de 2 095 km/h sur un circuit de 1 073 km, le 10 mai 1961 ;
- Trajet New York - Paris (soit plus de 5 800 km) à une vitesse moyenne de 1 752 km/h, le 26 mai 1961, pour se rendre au 24e Salon de l'Aéronautique, 1er Salon de l'Espace au Bourget. L'avion s'écrase dans un champ proche de la manifestation lors d'une démonstration le 3 juin 1961, tuant ses trois occupants. Il s'agit du premier accident de l'histoire du Salon[44] ;
- Altitude de 26 000 mètres avec une charge de 5 000 kg, le 18 septembre 1962.

## Culture populaire
James Stewart est pilote de bombardier durant la Seconde Guerre mondiale et au début de la guerre froide. Il tourne dans un film pour la US Air Force, en volant comme copilote d'un B-58 lors d'une attaque à basse altitude.
Le B-58 apparaît dans le film de 1964, Point limite (Fail-Safe), où des images de l'appareil sont utilisées pour représenter les bombardiers fictifs Vindicator qui attaquent Moscou. Dans le remake de Point limite réalisé en 2000 sous forme de téléfilm, et dans lequel joue George Clooney, les bombardiers Vindicator sont de nouveau représentés par des B-58.

#### Ouvrages
- Enzo Angelucci et Paolo Matricardi, Les avions, t. 5 : L'ère des engins à réaction, Elsevier Sequoia, coll. « Multiguide aviation », 1979 (ISBN 2-8003-0344-1), p. 116-117.
- (en) Donald David et Jon Lake, Encyclopedia of world military aircraft, Londres Westport, CT, Aerospace AIRtime Pub, 1996, 443 p. (ISBN 978-1-874-02395-1 et 978-1-880-58824-6, OCLC 422968871).
- (en) R.G. Grant, Flight : 100 years of aviation, New-York, DK Publishing, 19 mars 2007, 452 p. (ISBN 978-0-756-61902-2, OCLC 123762406).
- (en) Bill Gunston, American warplanes, New York, N.Y, Crescent Books Distributed by Crown, 1986, 208 p. (ISBN 978-0-517-61351-1, OCLC 14266174).
- (en) Bill Gunston, Bombers of the West, Londres, Ian Allan, 1973, 283 p. (ISBN 978-0-711-00456-6, OCLC 867077), p. 185–213.
- (en) Robin Higham et Williams Carol, Flying combat aircraft of the USAAF-USAF, Ames, Iowa, Iowa State University Press, 1975, 3 volumes (ISBN 978-0-813-80325-8, OCLC 1288318).
- (en) Frederick A. Johnsen, Testbeds, Motherships & Parasites : Astonishing Aircraft From the Golden Age of Flight Test, Forest Lake (Minnesota), Specialty Press, 15 janvier 2018, 204 p. (ISBN 1-58007-241-0 et 978-1-58007-241-0, présentation en ligne, lire en ligne).
- (en) Marcelle Size Knaack (préf. Richard H. Kohn), Encyclopedia of U. S. Air Force Aircraft and Missile Systems [« Encyclopédie des systèmes d'avion et missiles de l'U. S. Air Force »], vol. II : Post-World War II Bombers 1945-1973, Washington, Office of Air Force History, 1988, 635 p. (ISBN 0-912799-59-5, 0-16-002260-6 et 147814016X, présentation en ligne, lire en ligne [PDF])
- (en) Jay Miller, Convair B-58, Arlington, Tex, Aerofax, coll. « Aerograph » (no 4), 1985, 136 p. (ISBN 978-0-942-54826-6, 978-0-942-54827-3 et 978-0-942-54825-9, OCLC 13005551).
- (en) Gordon Swanborough et Peter M. Bowers, United States military aircraft since 1909, Washington, Smithsonian Institution Press, 1989, 766 p. (ISBN 978-0-874-74880-2, OCLC 20363653).
- (en) United States Air Force Museum Guidebook. Wright-Patterson AFB, Ohio: Air Force Museum Foundation, 1975.
- (en) Ray Wagner, American Combat Planes : a comprehensive reference, Garden City, N.Y, Doubleday, 2004, 758 p. (ISBN 978-0-930-08317-5, OCLC 58551560).
- (en) Stewart Wilson, Combat aircraft since 1945, Fyshwick, A.C.T, Aerospace Publications, 2000, 155 p. (ISBN 978-1-875-67150-2, OCLC 222780871), p. 38.
- (en) Jim Winchester, Military aircraft of the Cold War, Hoo, Grange Books, coll. « The Aviation Factfile », 2006, 256 p. (ISBN 978-1-840-13929-7, OCLC 77540443), « Convair B-58 Hustler ».

#### Articles
- (en) David A. Anderton, « B-58 Hustler Packs a Big Punch in a Small Frame », Aviation Week, New York (États-Unis), McGraw-Hill, vol. 65, no 25,‎ 17 décembre 1956, p. 26-29 (ISSN 0005-2175, lire en ligne, consulté le 8 février 2023).
- (en) Craig Lewis, « Irvine Details B-58 Design Advances », Aviation Week, New York (États-Unis), McGraw-Hill, vol. 67, no 2,‎ 15 juillet 1957, p. 28-29 (ISSN 0005-2175, lire en ligne, consulté le 9 février 2023).
- (en) William S. Reed, « Two B-58s Set 6 Speed Records; One Breaks 5 Soviet Speed Marks », Aviation Week, New York (États-Unis), McGraw-Hill, vol. 74, no 4,‎ 23 janvier 1961, p. 39 (ISSN 0005-2175, lire en ligne, consulté le 10 février 2023).
- (en) Jay Miller, « History of the Hustler », Airpower, vol. 6, no 4,‎ juillet 1976.